# Epitetracnemus intersectus
Epitetracnemus intersectus är en stekelart som först beskrevs av Etienne Laurent Joseph Hippolyte Boyer de Fonscolombe 1832.  Epitetracnemus intersectus ingår i släktet Epitetracnemus och familjen sköldlussteklar. Arten är reproducerande i Sverige. Inga underarter finns listade i Catalogue of Life.